# 北京市国际友好城市列表
截至2019年10月，中华人民共和国的首都北京与许多其他国家的55个城市建立起了友好城市关系，其中絕大部份為首都城市：

## 欧洲
- 贝尔格莱德（塞尔维亚）（1980年10月14日）
- 马德里（西班牙）（1985年9月16日）
- 法兰西岛大区（法国）（1987年7月2日）
- 科隆（德国）（1987年9月14日）
- 基辅（乌克兰）（1993年12月13日）
- 柏林（德国）（1994年4月5日）
- 布鲁塞尔（比利时）（1994年9月22日）
- 阿姆斯特丹（荷兰）（1994年10月29日）
- 莫斯科（俄罗斯）（1995年5月16日）
- 巴黎（法国）（1997年10月23日）
- 罗马（意大利）（1998年5月28日）
- 马德里自治区（西班牙）（2005年1月17日）
- 雅典（希腊）（2005年5月10日）
- 布达佩斯（匈牙利）（2005年6月16日）
- 布加勒斯特（罗马尼亚）（2005年6月21日）
- 伦敦（英国）（2006年4月10日）
- 赫尔辛基（芬兰）（2006年7月14日）
- 里加（拉脱维亚）（2017年9月15日）

## 亚洲
- 东京（日本）（1979年3月14日）
- 河内（越南）（1994年10月6日）
- 首尔（韩国）（1993年10月23日）
- 曼谷（泰国）（1993年5月26日）
- 雅加达（印度尼西亚）（1992年8月4日）
- 伊斯兰堡（巴基斯坦）（1992年10月8日）
- 安卡拉（土耳其）（1990年6月20日）
- 马尼拉（菲律宾）（2005年11月14日）
- 阿斯塔納（哈萨克斯坦）（2006年11月16日）
- 特拉维夫-雅法（以色列）（2006年11月21日）

## 非洲
- 开罗（埃及）（1990年10月28日）
- 豪登省（南非） (1998年5月28日)
- 亚的斯亚贝巴（埃塞俄比亚）（2006年4月17日）

## 北美洲
- 渥太华（加拿大）（1999年10月18日）
- 华盛顿特区（美国）（1984年5月15日）
- 纽约市（美国）（1980年2月25日）
- 哈瓦那（古巴）（2005年9月24日）

## 南美洲
- 布宜诺斯艾利斯（阿根廷）（1993年7月13日）
- 里约热内卢（巴西）（1986年11月24日）
- 利马（秘鲁）（1983年11月21日）
- 圣地亚哥首都大区（智利）（2007年8月6日）

## 大洋洲
- 堪培拉（澳大利亚）（1979年3月14日）
- 惠灵顿（新西兰）（2006年5月10日）

## 前友好城市
- 布拉格（捷克）（2016年3月至2019年10月）[2][3]